# Tegra (серия 600)
Tegra (серия 600) — второе поколение однокристалльной системы Tegra, спроектированной компанией NVIDIA и предназначенной для планшетов и нетбуков, в отличие от Tegra APX 2500, которая была выпущена для применения в смартфонах. В эту серию NVIDIA включила два чипа — Tegra 600 и Tegra 650, которые различаются характеристиками и целевым рынком. Анонс семейства Tegra 6xx состоялся на выставке Computex 2 июня 2008 года, и именно с этого момента отсчитывается появление семейства Tegra, в которое был включён и ранее выпущенный чип APX 2500.